# もしも/夜行バス
「もしも/夜行バス」（もしも/やこうバス）は、CHEMISTRY37枚目のシングル。2019年2月13日、ソニー・ミュージックアソシエイテッドレコーズから発売。3枚目のベスト・アルバム『はじめてのCHEMISTRY』と同時発売。

## 解説
前作より8か月ぶりのシングル。前作に続いて両A面シングルで松尾潔プロデュースによる再始動後の第3弾シングル。

## 発売形態
本作は、CD+DVD+ブックレットの3点で構成され、『CHEMISTRY LIVE TOUR 2017 - 18「Windy」』の最終公演の模様を全編収録したDVD同梱の初回限定盤、7インチ・アナログの完全限定盤、CDのみ通常盤の全3形態で発売。ジャケット写真も、それぞれ異なっている。

## 楽曲解説

### もしも
本楽曲は失恋ソングとなっており、それぞれメンバーの二人は以下のように語っている。
堂珍嘉邦
今回は自分達が十代の頃に感じていた90年代の海外のR & Bに似ているような気がしており、若い頃ではおそらくまた、技量が至っておらず、歌えなかった色気を感じるような楽曲が来たことは素直に嬉しく思います。松尾さんも、まな板の上に乗った素材を料理する、と言う意味ではその素材自身が成長、熟成が進んだから、もうそろそろこの曲自体も歌えるのではないかと思って、持ってきたと言うか、こう言ったR & Bの曲を提供して貰えたのは嬉しかったですし、歌っていてもすごく気持ち良かったです。
川畑要
CHEMISTRYに元からあった素直な側面を出せた曲なんじゃないかなと思ってます。一つの大きなテーマが見えているので、歌詞の内容や世界観は分かりやすくなっているんじゃないかなと思いますね。曲とも合っていますし、歌っていて、自然と場面が思い浮かんだりもしましたし、歌詞のはめ方も想像を掻き立ててくれるような仕上がりで、いちいち考えなくても大丈夫になっていると言うか、もちろん色んな捉え方があると思うんですけど、歌としっかり重ねてくれる松尾さんの歌詞は流石だな、と思いました。

### 夜行バス
「夜行バス」は「13ヶ月」に続くピアノ伴奏とボーカルのみのバラードになっており、メンバーの二人はそれぞれ以下のように語っている。
堂珍嘉邦
分かりやすいデュオ像の成り立ちが浮き出てきてみえてくるような曲で、夜行バスって色んな事が連想できるし、僕もリアルな面で色々重なっていた部分もあったので、その想いとを重ねながら歌いました。
川畑要
この曲は随分前から制作されてあった曲で、スタッフの間でも人気の高い曲だったんです。この曲の主人公は何を見つめ、どこへ向かっているのか、作家さんに聞きながらもいろんな想いを想像しながら、歌わせて頂きましたね。

### 夕闇をひとり
「夕闇をひとり」は松任谷由実のカバー曲。松尾潔による選曲によって選ばれた楽曲。本楽曲についてメンバー二人はそれぞれ以下のように語っている。
堂珍嘉邦
この曲を合わせての3曲は自分のなかでは、ちゃんとした筋が通っていると思っているんです。「もしも」は恋愛で傷付き、後悔をしている様子が、「夜行バス」はその事があって実家に帰っていくような様子が、「夕闇をひとり」はその過去や昔の恋人に対して上手く笑えるようになって乗り越えてまた、再び戻ってくる、そして自分が一回り成長していく、ってイメージかあってストーリー性があると思います。CHEMISTRYとしてはR&Bサウンドとしては原点回帰を図ってるんですけど、実はチャレンジ性の強いようそもあったりしてまして、3曲を通してそれらを感じながら並びで聞いて貰えたらと思います。
川畑要
楽曲を聞いた際にすごく良い曲で、自分達に合ってるかもと思いました。3曲とも物語がある楽曲となっているんですけど、聞く人によって様々な想像が出来るように仕上がってて、人それぞれの様々な経験と重ねられるような曲が揃っているんじゃないかと思います。それぞれの自分の角度で聞いて貰えると嬉しいですね。

## 収録曲

### CD
1. もしも
作詞：松尾潔／作曲・編曲：和田昌哉／MANABOON
2. 夜行バス
作詞・作曲：canna／編曲：川口大輔
3. 夕闇をひとり
作詞・作曲：松任谷由実
通常盤のみの収録

### DVD （初回限定盤のみ）
1. ユメノツヅキ
2. キミがいる
3. Point of No Return
4. キスからはじめよう
5. Horizon
6. Grind For Me
7. Shawty
8. Dance With Me
9. 君をさがしてた～The Wedding Song～
10. 君のキス
11. You Go Your Way
12. 最後の夜
13. PIECES OF A DREAM
14. Windy
15. FLOATIN'
16. Life goes on～side K～
17. 空の奇跡
18. 伝説の草原
19. My Gift to You
20. 最期の川
21. Why
22. Heaven Only Knows
23. ユメノツヅキ （Slow & Emotional）